# Burakcan Kunt
Burakcan Kunt (Colònia, Rin del Nord-Westfàlia, 15 de maig de 1992) és un futbolista turc nascut a Alemanya que fins al 2013 va jugar com a de centrecampista al primer equip del MSV Duisburg i des de 2016 al Manisaspor de Turquia. Va començar com a futbolista al DJK Löwe.